# 6725 Engyoji
6725 Engyoji è un asteroide della fascia principale. Scoperto nel 1991, presenta un'orbita caratterizzata da un semiasse maggiore pari a 3,1543403 UA e da un'eccentricità di 0,1216827, inclinata di 2,33551° rispetto all'eclittica.